# Miguel Rafael Dávila
Miguel Rafael Dávila, né le 29 septembre 1856 à Tegucigalpa et mort le 12 octobre 1927, est un homme politique hondurien. Il est président du Honduras du 18 avril 1907 au 28 mars 1911.

## Biographie
Libéral, il est un proche allié de José Santos Zelaya, le président du Nicaragua. Il proclame avec celui-ci la Grande république d'Amérique centrale, censée aboutir à une union des États de la région et repousser les projets expansionnistes des États-Unis. Ces derniers réagissent en soutenant financièrement les conservateurs de Manuel Bonilla. 
Dans un contexte de détérioration des relations commerciales, des mercenaires américains organisent un raid contre le port d'Acajutla ; Davila les repousse et traite les prisonniers en « flibustiers ». Les États-Unis suscitent alors de nouveau Manuel Bonilla contre lui. Le vaisseau de guerre USS Tacoma, dans les eaux du Honduras, prête un appui opportun à Bonilla pour renverser le gouvernement.